# Mesó exòtic

Identitats i classificació de possibles mesons tetraquark. El verd són els estats en què I = 0, en lila en què I = 1/2, i els vermells en què I = 1. L'eix vertical és la massa

Els mesons que no pertanyen al model de quarks inclouen:
- mesons exòtics, els quals tenen nombres quàntics que no són possibles per als mesons en el model de quarks,
- boles de gluons, les quals no tenen quarks de valència,
- tetraquarks, els quals tenen un parell de quark-antiquark de valència,
- mesons híbrids, els quals contenen un parell quark-antiquark de valència i un o més gluons.

Tots aquestes partícules poden ser classificades com a mesons perquè són hadrons i no tenen nombre bariònic. D'aquestes, les boles de gluons han de ser singlets de sabor. Això equival a tenir un isoespín de zero, raresa, quarks c, quarks b, i quarks t. Com tots els estats de les partícules, estan especificats pels nombres quàntics, els quals etiqueten representacions de la simetria de Poincaré. Per exemple, JPC (en què J és el moment angular, P és la paritat intrínseca, i C és la paritat de la conjugació de càrrega i per la massa. També especifica l'isoespín del mesó.
Normalment, cada mesó del model de quarks es presenta en un nonet de sabor SU(3). Una bola de gluons es mostra com una partícula extra que no forma part del nonet. Malgrat aquest aparent i simple recompte, l'assignació de qualsevol estat donat com una bola de gluons, com un tetraquark o com un híbrid, resta com un intent.